# 9069 Hovland
9069 Hovland è un asteroide della fascia principale. Scoperto nel 1993, presenta un'orbita caratterizzata da un semiasse maggiore pari a 1,9129748 UA e da un'eccentricità di 0,1184008, inclinata di 19,57554° rispetto all'eclittica.